# Могилёв (хоккейный клуб)
«Могилёв» — хоккейный клуб из города Могилёв. Основан в 2000 году.

## История клуба
Хоккейный клуб «Могилёв» создан летом 2000 года. В сезоне 2000/2001 команда ХК «Могилёв», дебютировал в элитном дивизионе чемпионата Белоруссии. Основу составляли воспитанники (1981-83-х годов рождения) гродненского и минского хоккея — кандидаты в молодежную сборную страны, готовившуюся к мировому первенству.
По ходу 9-го чемпионата в январе 2001 года у команды появился учредитель в лице МПО «Химволокно», что повлекло за собой смену названия клуба на ХК «Химволокно».
В сезоне 2010/11 клуб вернул себе первоначальное название.
Перед сезоном 2013/2014, 16 июля 2013 года ХК «Могилев» объявил себя банкротом, в связи с долгом в полмиллиона долларов. Клуб покинули ведущие игроки и часть тренерского состава. После было объявлено, что в Могилеве собирается новая команда под названием «Могилев-2», которая будет заявлена в высшую лигу Белоруссии (соревнование фарм-команд) и команда будет состоять преимущественно из воспитанников ОЦОР Могилева.

## Достижения
Белорусская экстралига
- Серебряный призёр (1): 2002.
- Бронзовый призёр (2): 2003, 2005.

Экстралига Б
- Серебряный призёр (1): 2019.

Кубок Белоруссии
- Финалист (1): 2005.

Восточноевропейская хоккейная лига
- Бронзовый призёр (1): 2004.

Восточноевропейская хоккейная лига группа Б
- Победитель (1): 2002.

## Главные тренеры
- Александр Шумидуб 2000—2001.
- Александр Орленко 2001 (и. о.),
- Владимир Синицын 2001—2002,
- Владимир Бояринцев 2002-23.11.2002,
- Александр Зачесов 24.11.2002—24.08.2003,
- Сергей Новиков 24.08.2003-21.10.2003,
- Сергей Усанов 29.10.2003-06.11.2003 (и. о.),
- Александр Волчков 06.11.2003—30.05.2007,
- Александр Зачесов 13.06.2007-17.08.2007,
- Сергей Усанов 17.08.2007 — 30.09.2014
- Юрий Чух 1.10.2014 — 2015
- Михаил Климин 27.07.2015 — 13.12.2016
- Юрий Чух 13.12.2016 — 2017
- Дмитрий Рыльков 6.06.2017 — 6.05.2021
- Александр Матерухин с 11.05.2021

## Арена
Домашние матчи клуб «Могилёв» проводит в ледовом Дворце спорта Могилёв. Арена построена в 2000 году. Вместимость на хоккейных матчах 3048 зрителей.